# Karsten Finger
Karsten Finger (* 28. Januar 1970 in Berlin) ist ein ehemaliger deutscher Ruderer. 1992 gewann er bei den Olympischen Spielen die Silbermedaille im Vierer mit Steuermann.
Finger startete für den Berliner Ruder-Club. 1987 war er im Zweier mit Steuermann Vierter der Junioren-Weltmeisterschaften, 1988 belegte er den fünften Platz. 1992 formte Trainer Bernd Landvoigt einen Vierer mit Steuermann mit Ruderern aus drei Berliner Vereinen und einem Potsdamer Verein. Karsten Finger, Thoralf Peters, Ralf Brudel und Uwe Kellner wurden von Hendrik Reiher gesteuert, der 1988 bereits Olympiasieger mit dem DDR-Vierer geworden war. Der neu zusammengestellte Vierer gewann die Deutsche Meisterschaft 1992. Bei den Olympischen Spielen 1992 gewann das Boot mit einer Sekunde Rückstand auf den rumänischen Vierer die Silbermedaille. Finger belegte 1993 zusammen mit Bernd Eichwurzel und Steuermann Jörn Lamprecht den zweiten Platz bei der Deutschen Meisterschaft im Zweier mit Steuermann, 1994 erreichte er mit Ulrich Britting und Olaf Kaska den dritten Platz.
Für den Gewinn der Silbermedaille 1992 erhielt er am 23. Juni 1993 das Silberne Lorbeerblatt.